# Dom nad rozlewiskiem (powieść)
Dom nad rozlewiskiem – powieść  Małgorzaty Kalicińskiej wydana w 2006 roku. Na podstawie powieści w 2009 powstał serial pod tym samym tytułem z Joanną  Brodzik i Małgorzatą Braunek w rolach głównych.

## Fabuła
Akcja powieści rozgrywa się początkowo w Warszawie, a następnie na Mazurach. Głównymi bohaterkami powieści są Małgorzata Jantar oraz jej matka, Barbara. Początkowo Małgorzata mieszka w Warszawie z mężem Konradem, córką Marią i teściową Zofią. Bohaterka pracuje w agencji reklamowej, ale gdy zostaje z niej wyrzucona, załamuje  się i za namową teściowej jedzie na Mazury, aby móc poznać prawdę o tym, dlaczego matka ją porzuciła. Tam znajduje spokój oraz miłość, bowiem zakochuje się w młodym dentyście Januszu.